# Церкви Чернигова
Чернигов известен среди туристов прежде всего своими достопримечательностями времен Киевской Руси и Черниговского княжества. На сегодняшний день в Чернигове сохранилось шесть памятников домонгольской эпохи:
- Спасо-Преображенский собор (середина XI в.),
- Успенский собор Елецкого монастыря (середина XI в.),
- Антониевы пещеры (XI—XVII вв.)
- Ильинская церковь (XII в.)
- Борисоглебский собор (середина XII в.)
- Пятницкая церковь (середина XII в.)

Спасо-Преображенский собор XI века считается старейшим каменным храмом на территории бывшей Киевской Руси, ставший затем усыпальницей черниговских князей. В Борисоглебском соборе XII века похоронены выдающиеся православные иерархи: Лазарь (Баранович), Феодосий Черниговский и Феофил (Игнатович). Также в Чернигове находятся уникальные Антониевы пещеры, которые были выкопаны преподобным Антонием, основателем Киево-Печерской лавры.
Также город богат памятниками казачества украинского барокко, когда храмовое строительство в Чернигове приобрело новое дыхание. К ним относятся Екатерининская церковь, Воскресенская церковь и церковь усыпальница казацких полковников Лизогубов, которые наряду с гетманом Иваном Мазепой были главными православными строителями храмов на Черниговщине.
В период коммунистического режима Чернигову повезло — это один из немногих городов, которому удалось сохранить все старинные храмы.

## Список
| Название                               | Строительство        | Адрес                       | Фото | Конфессия     |
| Екатерининская церковь                 | 1715                 | Аллея героев, 6А            |      | УПЦ КП        |
| Пятницкая церковь                      | кон. XII — нач. XIII | ул. Гетмана Полуботка, 3    |      | УПЦ КП        |
| Борисоглебский собор                   | ? — 1123             | Черниговский детинец        |      | Музей         |
| Спасо-Преображенский собор             | 1036                 | Черниговский детинец        |      | УПЦ МП Музей  |
| Успенский собор Елецкого монастыря     |                      | Елецкий Успенский монастырь |      | УПЦ МП        |
| Петропавловская церковь                | XVII                 | Елецкий Успенский монастырь |      | УПЦ МП        |
| Троицкий собор                         | 1695                 | Троицко-Ильинский монастырь |      | УПЦ МП        |
| Введенская церковь                     | 1679                 | Троицко-Ильинский монастырь |      | УПЦ МП        |
| Ильинская церковь                      | XVII—XVIII           | Троицко-Ильинский монастырь |      | УПЦ МП        |
| Церковь Лизогуба                       | 1701                 | Елецкий Успенский монастырь |      | УПЦ МП        |
| Воскресенская церковь                  | 1772                 | Ремесленная ул., 36         |      |               |
| Церковь Михаила и Федора               | 1806                 | ул. Гетмана Полуботка, 40   |      | УПЦ КП        |
| Казанская церковь                      | 1827                 | ул. Коцюбинского, 5         |      | УПЦ МП        |
| Церковь Святого Феодосия Угличского    | 1996                 | Яцивское кладбище           |      |               |
| Храм 2000-летия Рождества Христова     | 2001                 | Масаны                      |      | УПЦ КП УПЦ МП |
| Храм Сошествия Святого Духа            | 2002                 | Киевская ул., 20            |      | РКЦ           |
| Церковь Анастасии Узоришильници        | 2008 — ?             | 44-я женская колония        |      |               |
| Храм святого Николая Чудотворца        | 2010                 | ул. Кошевого Ивана          |      | УПЦ МП        |
| Храм всех святых Черниговских          | 2011                 | Всехсвятская ул., 1         |      | УПЦ МП        |
| Храм Архистратига Михаила              | 2011                 | просп. Мира                 |      | УПЦ МП        |
| Церковь Рождества Пресвятой Богородицы | 2014                 | ул. Вячеслава Черновола, 45 |      | УГКЦ          |
| Церковь адвентистов седьмого дня       |                      | ул. 1-го Мая, 166А          |      | Адвентисты    |